# Brielles
Jasjeo
Brielles è un comune francese di 666 abitanti situato nel dipartimento dell'Ille-et-Vilaine nella regione della Bretagna.

## Società

### Evoluzione demografica
Abitanti censiti